# Павловская (Шеговарское сельское поселение)
Павловская — деревня в Шенкурском районе Архангельской области. Входит в состав муниципального образования «Шеговарское».

## География
Деревня расположена в южной части Архангельской области, в таёжной зоне, в пределах северной части Русской равнины, в 44 километрах на север от города Шенкурска, на левом берегу реки Вага. Ближайшие населённые пункты: на юго-западе село Шеговары.
Часовой пояс
Павловская, как и вся Архангельская область, находится в часовой зоне МСК (московское время). Смещение применяемого времени относительно UTC составляет +3:00.

## Население
| 2002 | 2010 | 2012 |
| ---- | ---- | ---- |
| 29   | ↘23  | →23  |

## История
Указана в «Списке населённых мест по сведениям 1859 года» в составе 2-го стана Шенкурского уезда Архангельской губернии под номером «2324» как «Павловская (Павлушевская, Угловая)». Насчитывала 10 дворов, 42 жителя мужского пола и 52 женского.
В «Списке населенных мест Архангельской губернии к 1905 году» деревня Павловская (Наволокъ) насчитывает 13 дворов, 75 мужчин и 78 женщин. В административном отношении деревня входила в состав Шеговарского сельского общества Предтеченской волости.
В марте 1918 года деревня оказывается в составе Шеговарской волости, выделившейся из Предтеченской. На 1 мая 1922 года в поселении 22 двора, 49 мужчин и 71 женщину.